# Budapest elpusztult nevezetes XIII. kerületi épületeinek listája
Az alábbi lista Budapest elpusztult nevezetes XIII. kerületi épületeit sorolja fel. A források hiánya miatt az összeállítás nem tekinthető teljesnek.
A Margit-sziget elpusztult épületeiről lásd:

## A lista
| Név                                                                                    | Építés ideje      | Elpusztulás ideje   | Elhelyezkedés                                      | Tervező                      | Megjegyzés | Kép |
| -------------------------------------------------------------------------------------- | ----------------- | ------------------- | -------------------------------------------------- | ---------------------------- | --- | --- |
| Első Magyar Szeszfinomító                                                              | 19. sz.           | n. a.               | Váci út 76-78.                                     |                              | |     |
| Ásványörlő                                                                             | 19. sz.           | n. a.               | Meder u.                                           |                              | |     |
| Az Árpád Gőzmalom Részvénytársaság gőzmalma                                            | 1862              | 1891                | Szent István körút 18-20.                          | Hild Károly                  | A körút kiépítése miatt bontották el. |     |
| A Pannónia Gőzmalom Részvénytársaság gőzmalma                                          | 1862              | 1909                | Kárpát utca 1-7.                                   | Zitterbarth Mátyás           | Elbontották. |     |
| A Victoria Gőzmalom Részvénytársaság gőzmalma                                          | 1866              | 1970-es évek        | Kárpát utca 38-46.                                 | Limburszky József            | Az 1930-as évektől a malom már nem működött. Az épületeket azonban ekkor nem bontották még el, hanem irodákként hasznosították még a második világháború után is. Az épületeket végül az 1970-es években bontották el, a helyükön pedig panelházakat építettek.                                                                      |     |
| Wörner J. és Tsa Malomgépészeti Gépgyára és Vasöntödéje                                | 1867              | 1970-es évek        | Váci út 48.                                        | Wechselman Ignác             | Megszűnt, elbontották. |     |
| Az Unió Gőzmalom Részvénytársaság gőzmalma                                             | 1868              | 1934                | Katona József utca 2.                              | Wechselman Ignác             | A malomüzemet városrendezési okokból le kellett bontani. A malom egykori területén sokáig park volt, jóval a háború után egy OTP-ház épült itt a Visegrádi utcában és később az 1980-as években magas lakóházak. A malom telephelyének egy része az Elektromos Művek tulajdonába került, itt van ma az egyik ügyfélszolgálati iroda. |     |
| Az Erzsébet Gőzmalom Részvénytársaság gőzmalma                                         | 1869              | 1914                | Kárpát utca 28.                                    | Pucher József                | Az épület leégett. |     |
| Vulkán Gépgyár és Vasöntöde Rt.                                                        | 1872              | 1929                | Váci út 66.                                        |                              | Megszűnt, elbontották. |     |
| Piros malom (Reisz testvérek malma)                                                    | 1879              | 1970-es évek        | a mai Árpád híd Népfürdő utcai lejáratával szemben |                              | Az 1920-as évektől már csak raktározási célokra szolgált. Az 1970-es években bontották el. |     |
| Váci úti vámház                                                                        | 1880/1890-es évek | 1982 után           | Váci út és a Szekszárdi utca kereszteződésél       |                              | Elbontották. |     |
| Angyalföldi Elme- és Ideggyógyintézet központi épülete                                 | 1884              | 1984–1985           | Róbert Károly körút 82-84.                         | Weber Antal                  | Elbontották. |     |
| Meder utcai vasúti őrház                                                               | 1889 után         | 2012/2014 k.        | Meder utca                                         |                              | A Vizafogó vasútvonal őrháza volt. Elbontották. |     |
| A Ganz és Társa-Danubius Villamossági-, Gép-, Waggon- és Hajógyár Rt. favázas csarnoka | 1890 k.           | 2014/2019 k.        | Meder u. 9.                                        |                              | A gyár 2000 körüli elbontását követően még éveken át látható volt. Később leégett. |     |
| A Budapesti Általános Villamossági Rt. áramfejlesztő telepe (BÁV)                      | 1892–1910-es évek | 1992                | Hegedűs Gyula utca 85.                             | Pucher József, Hubert József | Elbontották. A helyére épült fel a Cézár ház. A BÁV épületből csak a kapu rész maradt meg. |     |
| Rézhenger Művek                                                                        | 1893              | 1970-es évek közepe | Esztergomi u.                                      |                              | A gyár az 1970-es évek közepéig üzemelt, feladatát a Csepel Vas- és Fémművek vette át. Épületét lebontották, helyén a Vizafogó lakótelep házai állnak. |     |
| Parkettagyár                                                                           | 19. század        | 1975 körül          | Pannónia utca                                      |                              | |     |
| Újlipótvárosi Magyar Dohánykereskedelmi Rt. raktár épülete                             | 1904              | 1945 körül          | Pannonia u. 45-47.                                 | Ray Rezső Vilmos             | Az épület a második világháború során elpusztult. |     |
| RICO Kötszerművek                                                                      | 1908              | 1997 után           | Váci út 141-143.                                   |                              | A gyár a Váci úton 1997-ben megszűnt, a privatizáció során a céget a német Paul Hartmann AG cégcsoport vette meg és Hajdúböszörménybe költöztette. A privatizált cég HARTMANN-RICO Hungaria Kft. néven működik tovább. A gyár területén modern irodaházak vannak ma már.                                                             |     |
| A Ganz és Társa-Danubius Villamossági-, Gép-, Waggon- és Hajógyár Rt. ipari épületei   | 1911              | 2000 körül          | Váci út 178.                                       |                              | A gyár az 1990-es években tönkrement, épületeit az ezredfordulón elbontották. |     |
| Szalag- és Zsinórgyár Rt. (Angyalföldi Zsinórgyár)                                     | 1913 után         | 2009 előtt          | Váci út 173.                                       |                              | A Google 2009-es (első Váci utas felvételén) már üres a telephely. |     |
| Hazai Likőr- Rum- és Szeszárugyár                                                      | 1913–1914         | 2014/2019           | Forgách utca 9/b.                                  |                              | A Google kamera szerint 2014/2019 táján bontották el. |     |
| Pick Aladár lakatosüzeme és lakóháza                                                   | 1914–1915         | 2011/2014           | Lehel út 51-53.                                    |                              | 2011/2014 táján lebontották. |     |
| Az Első Budapesti Gőzmalom Részvénytársaság gőzmalma                                   | 1915              | 1944 után           | Kárpát utca 28.                                    |                              | A leégett Erzsébet Gőzmalom Részvénytársaság gőzmalma helyére épült. A második világháborúban súlyosan megsérült, ezért elbontották. |     |
| Lipót Telefonközpont                                                                   | 1927–1929         | 2011 k.             | Váci út 17.                                        | Tichtl György                | Elbontották, helyére épült a V17 irodaház. |     |
| Magyar Adócsőgyár (VATEA Rádiótechnikai és Villamossági Rt.)                           | 1931              | n. a.               | Váci út 169.                                       |                              | 1980-ban beolvadt a TUNGSRAM Rt. Vákuumelektronikai Gyárába. A Váci úti oldalon a Magyarországi Szcientológia Egyház kelet-közép-európai központi szervezete épült a helyére, a hátsó traktusokat elbontották. |     |
| Volga Szálló                                                                           | 1971              | 2012                | Váci út                                            | Finta József                 | Nagyméretű irodaház épült a helyén. |     |
| Fővárosi Vízművek Irodaháza                                                            | 1979–1981         | 2019                | Váci út                                            | Hofer Miklós                 | Az épület rossz állapota miatt nem érte volna meg felújítás, ezért az új tulajdonos a lebontás mellett döntött. Az épületegyütteshez tartozott még az egykori munkásszálló épülete is, amelyet szintén elbontottak. A három részből álló épületegyüttes helyére a tulajdonos egy új, modern irodaházat tervez építeni.               |     |
| Az Árpád híd autóbusz-állomás épülete                                                  | 1986              | 2015                | Árbóc utca–Váci út                                 |                              | Az épület helyén irodaház épült. Az állomás többszöri ideiglenes áthelyezés után az Árbóc utcában nyert végleges elhelyezést |     |
| A Császári és Királyi Élelmezési Raktárak egyik, nagy méretű raktárépülete             | 1908 előtt        | 2024                | Szabolcs u. 37.?                                   |                              | 2024-ben elbontották. |     |